# Cuba nos Jogos Pan-Americanos de 2007
Cuba competiu nos Jogos Pan-Americanos de 2007, no Rio de Janeiro, no Brasil. A delegação tinha por objetivo a segunda colocação no quadro de medalhas, fato que acabou se confirmando com as 59 medalhas de ouro, 35 de prata e 49 de bronze conquistadas. Apesar da manutenção do segundo lugar, os cubanos pioraram o desempenho com relação aos Jogos de Santo Domingo 2003 e quase cederam a posição ao Brasil, que conquistou 54 ouros.

## Deserção cubana
A delegação cubana novamente registrou desertores. Rafael Capote, atleta da equipe de handebol de dezenove anos que sumiu da Vila Pan-americana e já para o primeiro jogo de Cuba foi relacionado como "indisponível". Desde Havana 1991, ao menos 80 atletas abandonaram o país caribenho. Em Jogos Pan-Americanos, o recorde de deserções da delegação cubana foi registrado em Winnipeg 1999, com 13 abandonos. Em 16 de julho, o atleta foi localizado em São Caetano do Sul, na região metropolitana de São Paulo, onde foi pedir ajuda ao compatriota Michel, goleiro do Imes/Santa Maria/São Caetano, clube de handebol da cidade, segundo outro jogador do time. Além de Capote, dois boxeadores e um técnico de ginástica artística desertaram durante os Jogos. O campeão olímpico Guillermo Rigondeaux e o campeão mundial Erislandy Lara abandonaram as competições de boxe e foram encontradas dias depois em Araruama, no interior do estado do Rio de Janeiro, sendo posteriormente extraditados.
Temendo novos abandonos após um boato de uma deserção em massa, o líder cubano e presidente em exercício Raul Castro ordenou o retorno de grande parte da delegação cubana na véspera do encerramento dos Jogos, pegando vários atletas de surpresa. Os jogadrores da seleção masculina de voleibol, inclusive, não tiveram tempo de receber as medalhas de bronze conquistadas após a vitória sobre a Venezuela e desfalcaram o pódio, pois no momento da premiação já se encotravam no aeroporto do Rio a caminho de Cuba.

## Medalhas

### Ouro
- Yeimer López: Atletismo - 800 metros masculino
- Dayron Robles: Atletismo - 110 metros com barreiras masculino
- Víctor Moya: Atletismo - Salto em altura masculino
- Guillermo Martínez: Atletismo - Lançamento de dardo masculino
- Roxana Díaz: Atletismo - 200 metros feminino
- Aymée Martínez, Daimy Pernía, Zulia Calatayud e Indira Terrero: Atletismo - 4x400 metros feminino
- Mariela González: Atletismo - Maratona feminino
- Yargeris Savigne: Atletismo - Salto triplo feminino
- Misleydis González: Atletismo - Lançamento de peso feminino
- Yarelis Barrios: Atletismo - Lançamento de disco feminino
- Osleidys Menéndez: Atletismo - Lançamento de dardo feminino
- Yipsi Moreno: Atletismo - Lançamento de martelo feminino
- Equipe: Beisebol masculino
- Idel Torriente: Boxe - Peso pena (até 57 kg)
- Yordenis Ugas: Boxe - Peso leve (até 60 kg)
- Emilio Correa: Boxe - Peso médio (até 75 kg)
- Osmay Acosta: Boxe - Peso pesado (até 91 kg)
- Robert Alfonso: Boxe - Peso super-pesado (acima de 91 kg)
- Karel Aguilar e Serguey Torres: Canoagem - C-2 500 metros masculino
- Karel Aguilar e Serguey Torres: Canoagem - C-2 1000 metros masculino
- Darisleydis Amador, Yulitza Meneses, Lianet Álvarez e Dayexi Gandarela: Canoagem - K-4 500 metros feminino
- Yumari González: Ciclismo - Estrada feminino
- Julio Cesar Herrera: Ciclismo - Velocidade individual masculino
- Ahmed López, Julio Cesar Herrera e Yosmani Poll: Ciclismo - Velocidade por equipes masculino
- Yoanka González: Ciclismo - Corrida por pontos feminino
- Camilo Boris, Andrés Carrilo, David Castillo e Guillermo Madrigal: Esgrima - Espada por equipes masculino
- Mailyn González: Esgrima- Sabre individual feminino
- Misleydis Compañi, Ana Faez, Mailyn González e Jennifer Morales: Esgrima - Sabre por equipes feminino
- Oreidis Despaigne: Judô - Até 100 kg masculino
- Oscar Brayson: Judô - Acima de 100 kg masculino
- Yanet Bermoy: Judô - Até 48 kg feminino
- Sheila Espinoza: Judô - Até 52 kg feminino
- Driulis González: Judô - Até 63 kg feminino
- Sergio Álvarez: Levantamento de peso - até 56 kg masculino
- Yordanis Borrero: Levantamento de peso - até 69 kg masculino
- Iván Cambar: Levantamento de peso - até 77 kg masculino
- Yomandrys Hernández: Levantamento de peso - até 94 kg masculino
- Joel Mackenzie: Levantamento de peso - até 105 kg masculino
- Yandro Quintana: Luta livre - até 60 kg masculino
- Geandry Garzón: Luta livre - até 66 kg masculino
- Iván Fundora: Luta livre - até 74 kg masculino
- Michel Batista: Luta livre - até 96 kg masculino
- Alexis Rodríguez: Luta livre - até 120 kg masculino
- Yagniel Hernández: Luta greco-romana - até 55 kg masculino
- Roberto Monzon: Luta greco-romana - até 60 kg masculino
- Odelis Herrero: Luta greco-romana - até 74 kg masculino
- Mijail López: Luta greco-romana - até 120 kg masculino
- Janier Concepción e Yoennis Hernández: Remo - Skiff duplo masculino
- Eyder Batista e Yunior Pérez: Remo - Skiff duplo peso leve masculino
- Yuleydis Cascaret, Janier Concepción, Ángel Fournier e Yoennis Hernández: Remo - Skiff quádruplo masculino
- Yaima Velázquez e Ismaray Marerro: Remo - Skiff duplo peso leve feminino
- Mayra González: Remo - Skiff simples feminino
- José Antônio Guerra: Saltos ornamentais - Plataforma de 10 m masculino
- Gerardo Ortíz: Taekwondo - acima de 80 kg masculino
- Ángel Matos: Taekwondo - até 80 kg masculino
- Adrián Puentes: Tiro com arco - Individual masculino
- Yaima Cruz Farfán: Tiro esportivo Carabina de ar 10m feminino
- Leuris Pupo Requejo: Tiro esportivo - Tiro rápido 25 m masculino
- Equipe: - Voleibol feminino

### Prata
- Wilfredo Martínez: Atletismo - Salto em distância masculino
- Osniel Tosca: Atletismo - Salto triplo masculino
- Yordan García: Atletismo - Decatlo masculino
- Yumileidi Cumba: Atletismo - Lançamento de peso feminino
- Yania Ferrales: Atletismo - Lançamento de disco feminino
- Sonia Bisset: Atletismo - Lançamento de dardo feminino
- Arasay Thondike: Atletismo - Lançamento de martelo feminino
- Gretchen Quintana: Atletismo - Heptatlo feminino
- Yuciel Nápoles: Boxe - Peso meio-pesado (até 81 kg)
- Jorge García e Maikel Zulueta: Canoagem - K-2 500 metros masculino
- Aldo Pruna: Canoagem - C-1 500 metros masculino
- Reydel Ramos: Canoagem - C-1 1000 metros masculino
- Yulitza Meneses e Lianet Álvarez: Canoagem - K-2 500 metros feminino
- Eynar Tamame: Caratê - Até 60 kg masculino
- Jorge Zaragoza: Caratê - Até 75 kg masculino
- Lizandra Guerra: Ciclismo - Velocidade individual feminino
- Andrés Carrillo: Esgrima - Espada individual masculino
- Equipe: Ginástica rítmica - Grupo geral
- Equipe: Ginástica rítmica - Equipes geral final (1º exercício)
- Equipe: Ginástica rítmica - Equipes geral final (2º exercício)
- Equipe: Handebol feminino
- Yosmani Pike: Judô - Até 60 kg masculino
- Jorge Benavides: Judô - Até 90 kg masculino
- Yurisel Laborde: Judô - Até 78 kg feminino
- Jadier Valladares: Levantemento de peso - até 85 kg masculino
- Andy Moreno: Luta livre - até 55 kg masculino
- Yaniel Velázquez: Pentatlo moderno masculino
- Yoannis Hernández: Remo - Skiff simples masculino
- Erick Fornaris e Jorge Betancourt: Saltos ornamentais - Trampolim de 3 m sincronizado masculino
- Erick Fornaris e José Antônio Guerra: Saltos ornamentais - Plataforma de 10 m sincronizada masculino
- Juan Carlos Stevens: Tiro com arco - Individual masculino
- Laina Pérez: Tiro esportivo - Pistola 25m feminino
- Eglis Cruz Farfán: Tiro esportivo - Carabina três posições 50m feminino
- Eliecer Pérez Exposito: Tiro esportivo - Carabina 3 posições 50 m masculino
- Dalixia Fernández e Tamara Larrea: - Voleibol de praia feminino

### Bronze
- Yoel Hernández: Atletismo - 110 metros com barreiras masculino
- José Alberto Sánchez: Atletismo - 3000 metros com obstáculos masculino
- Yoandris Betanzos: Atletismo - Salto triplo masculino
- Carlos Veliz: Atletismo - Lançamento de peso masculino
- Indira Terrero: Atletismo - 400 metros feminino
- Zulia Calatayud: Atletismo - 800 metros feminino
- Virgen Benavides, Roxana Díaz, Misleidys Lazo e Anay Tejeda: Atletismo - 4x100 metros feminino
- Yargeris Savigne: Atletismo - Salto em distância feminino
- Mabel Gay: Atletismo - Salto triplo feminino
- Yarisley Silva: Atletismo - Salto com vara feminino
- Equipe: Basquetebol feminino
- Yoandry Salinas: Boxe - Peso mosca (até 51 kg)
- Inocente Friss: Boxe - Peso meio-médio-ligeiro (até 64 kg)
- Jorge García: Canoagem - K-1 1000 metros masculino
- Eliecer Rodríguez, Maikel Zulueta, Jorge García e Carlos Montalvo: Canoagem - K-4 1000 metros masculino
- Yaneya Gutiérrez: Caratê - Acima de 60 kg feminino
- Arianna Herrera: Ciclismo - Velocidade individual feminino
- Dalila Rodríguez: Ciclismo - Perseguição individual feminino
- Misleydis Compañi: Esgrima - Florete individual feminino
- Misleydis Compañi, Eimey Gómez, Annis Hechavarría e Adriagne Rivot: Esgrima - Florete por equipes feminino
- Equipe: Handebol masculino
- Yordanis Arencibia: Judô - Até 66 kg masculino
- Roland Girones: Judô - Até 73 kg masculino
- Oscar Cardenas: Judô - Até 81 kg masculino
- Yagnelys Mestre: Judô - Até 57 kg feminino
- Ivis Dueñas: Judô - Acima de 78 kg feminino
- Roerlandy Zuñiga: Luta livre - até 84 kg masculino
- Liset Hechevarría: Luta livre - até 72 kg feminino
- Alain Milian: Luta greco-romana - até 66 kg masculino
- Yunior Estrada: Luta greco-romana - até 84 kg masculino
- Equipe: Pólo aquático feminino
- Eyder Batista, Dixan Massip, Irán González e Yunior Pérez: Remo - Quatro sem peso leve masculino
- Yurisleydis Venet e Mayra González: Remo - Skiff duplo feminino
- Frank Díaz: Taekwondo - até 58 kg masculino
- Yaimara Rosario: Taekwondo - até 57 kg feminino
- Mirna Hechavarría: Taekwondo - acima de 67 kg feminino
- Glendys González, Dayana Ferrer e Anisleyvis Bereau: Tênis de mesa - Equipes feminino
- Yulio Zorrilla: Tiro esportivo - Pistola 50 m masculino
- Kirenia Bello Trujillo: Tiro esportivo - Pistola de ar 10 m feminino
- Equipe: - Voleibol masculino
- Leonel Munder e Francisco Álvarez: - Voleibol de praia masculino

## Desempenho

### Atletismo
100 metros masculino
- Jenris Vizcaino - Série 1: 10s18, Semifinal 2: 10s30, Final: 10s31 → 4º lugar
- Yoan Frias - Série 2: 10s56 → eliminado

100 metros feminino
- Virgen Benavides - Série 3: 11s24, Semifinal 1: 11s45 → eliminada
- Misleidys Lazo - Série 4: 11s67, Semifinal 2: 11s76 → eliminada

200 metros masculino
- Michael Herrera - Série 2: 21s06, Semifinal 1: 20s74, Final: - → não completou a final

200 metros feminino
- Roxana Díaz - Série 4: 23s32, Semifinal 2: 22s90, Final: 22s90 →  Ouro
- Aymee Martínez - Série 3: 23s75, Semifinal 1: 23s37 → eliminada

400 metros masculino
- William Collazo - Série 1: 45s63, Semifinal 1: 45s75, Final: 45s45 → 4º lugar
- Omar Cisneros - Série 2: 46s51, Semifinal 2: 46s62 → eliminado

400 metros feminino
- Indira Terrero - Semifinal 2: 51s56, Final: 51s09 →  Bronze

800 metros masculino
- Yeimer López - Semifinal 1: 1m46s69, Final: 1m44s58 (RP) →  Ouro
- Andy González - Semifinal 2: 1m49s94, Final: 1m47s06 → 5º lugar

800 metros feminino
- Zulia Calatayud - Semifinal 1: 2m03s00, Final: 2m00s34 →  Bronze
- Ana Hachy Peña - Semifinal 2: 2m03s29 → eliminada

1500 metros masculino
- Mauris Surel Castillo - Final: 3m48s82 → 10º lugar

1500 metros feminino
- Yadira Bataille - Final: 4m24s49 → 10º lugar

5000 metros feminino
- Yailen García → não competiu na prova
- Mariela González → não competiu na prova

4x100 metros masculino
- Equipe (Wilfredo Martínez, Yoan Frias, Michael Herrera [semifinal], Jenris Vizcaino, Dayron Robles [final]) - Semifinal 1: 39s54, Final: 39s46 → 5º lugar

4x100 metros feminino
- Equipe (Virgen Benavides, Yenima Arencibia [semifinal], Roxana Díaz [final], Misleidys Lazo, Anay Tejeda) - Semifinal 1: 43s46, Final: 43s80 →  Bronze

4x400 metros masculino
- Equipe (Sergio Hierrezuelo, Omar Cisneros, Luis Yacnier, William Collazo) → desclassificados

4x400 metros feminino
- Equipe (Aymee Martínez, Daimy Pernía, Zulia Calatayud, Indira Terrero) - Final: 3m27s51 →  Ouro

100 metros com barreiras feminino
- Anay Tejeda - Semifinal 3: 12s80, Final: 12s95 → 5º lugar
- Yenima Arencibia - Semifinal 1: 13s32 → eliminada

110 metros com barreiras masculino
- Dayron Robles - Semifinal 1: 13s58, Final: 13s25 →  Ouro
- Yoel Hernández - Semifinal 3: 13s91, Final: 13s50 →  Bronze

400 metros com barreiras masculino
- Luis Yacnier - Semifinal 1: 50s04 → eliminado
- Sergio Hierrezuelo - Semifinal 2: 49s90 → eliminado

400 metros com barreiras feminino
- Daimy Pernía - Semifinal 1: 57s45, Final: 59s71 → 8º lugar

3000 metros com obstáculos masculino
- José Alberto Sánchez - Final: 8m36s07 →  Bronze

20 km de marcha atlética feminino
- Leyci Rodríguez → desclassificada

Maratona masculino
- Norbert Gutiérrez → não completou a prova

Maratona feminino
- Mariela González - Final: 2h43m11s →  Ouro
- Yailen García - Final: 2h49m52s → 5º lugar

Salto em distância masculino
- Wilfredo Martínez - Grupo B: 7,46 m, Final: 7,92 m →  Prata
- Iván Pedroso - Grupo A: 7,93 m, Final: 7,86 m → 4º lugar

Salto em distância feminino
- Yargeris Savigne - Final: 6,66 m →  Bronze
- Yudelkis Fernández → sem marca

Salto triplo masculino
- Osniel Tosca - Final: 16,92 m →  Prata
- Yoandris Betanzos - Final: 16,90 m →  Bronze

Salto triplo feminino
- Yargeris Savigne - Final: 14,80 m (RP) →  Ouro
- Mabel Gay - Final: 14,26 m →  Bronze

Salto em altura masculino
- Víctor Moya - Final: 2,32 m →  Ouro

Salto com vara masculino
- Lazaro Borges → sem marca

Salto com vara feminino
- Yarisley Silva - Final: 4,30 m →  Bronze

Lançamento de peso masculino
- Carlos Veliz - Final: 19,75 m →  Bronze
- Alexis Paumier - Final: 18,47 m → 7º lugar

Lançamento de peso feminino
- Misleydis González - Final: 18,83 m →  Ouro
- Yumileidi Cumba - Final: 18,28 m →  Prata

Lançamento de disco masculino
- Yunio Lastre - Final: 54,80 m → 5º lugar

Lançamento de disco feminino
- Yarelis Barrios - Final: 61,72 m →  Ouro
- Yania Ferrales - Final: 61,71 m →  Prata

Lançamento de dardo masculino
- Guillermo Martínez - Final: 77,66 m →  Ouro

Lançamento de dardo feminino
- Osleidys Menéndez - Final: 62,34 m →  Ouro
- Sonia Bisset - Final: 60,68 m →  Prata

Lançamento de martelo masculino
- Noleysis Bicet - Final: 67,51 m → 6º lugar

Lançamento de martelo feminino
- Yipsi Moreno - Final: 75,20 m (RP) →  Ouro
- Arasay Thondike - Final: 68,70 m →  Prata

Heptatlo feminino
- Gretchen Quintana - 6000 pontos →  Prata
- Yasmiany Pedroso - 5692 pontos → 4º lugar

Decatlo masculino
- Yordan García - 8113 pontos →  Prata
- Leonel Suárez - 7936 pontos → 4º lugar

### Basquetebol
Feminino
- Fase de grupos
  - Vitória sobre a ARG Argentina, 81-79
  - Vitória sobre a COL Colômbia, 81-53
  - Derrota para os USA Estados Unidos, 63-78
- Semifinal
  - Derrota para o BRA Brasil, 60-79
- Disputa pelo 3º lugar
  - Vitória sobre o CAN Canadá, 62-49 →  Bronze

### Beisebol
Masculino
- Fase de grupos
  - Derrota para o PAN Panamá, 3-4
  - Vitória sobre o MEX México, 8-1
  - Vitória sobre a VEN Venezuela, 4-3
- Semifinal
  - Vitória sobre a NCA Nicarágua, 4-0
- Final
  - Vitória sobre os USA Estados Unidos, 3-1 →  Ouro

### Futsal
Masculino
- Fase de grupos
  - Derrota para o PAR Paraguai, 1-2
  - Derrota para o BRA Brasil, 0-8
  - Vitória sobre a GUA Guatemala, 4-0
- Classificação 5º-8º lugar
  - Vitória sobre o ECU Equador, 5-4
- Disputa pelo 5º lugar
  - Derrota para os USA Estados Unidos, 4-5 nos pênaltis (2-2 no tempo normal) → 6º lugar

### Handebol
Feminino
- Fase de grupos
  - Vitória sobre o CAN Canadá, 38-25
  - Vitória sobre o MEX México, 31-15
  - Derrota para o BRA Brasil, 28-32
- Semifinal
  - Vitória sobre a ARG Argentina, 37-25
- Final
  - Derrota para o BRA Brasil, 17-30 →  Prata

Masculino
- Fase de grupos
  - Vitória sobre o CAN Canadá, 33-20
  - Vitória sobre o CHI Chile, 40-18
  - Derrota para o BRA Brasil, 26-35
- Semifinal
  - Derrota para a ARG Argentina, 29-30
- Terceiro lugar
  - Vitória sobre o URU Uruguai, 24-23 →  Bronze

### Hóquei sobre grama
Feminino
- Fase de grupos
  - Vitória sobre o CAN Canadá, 3-1
  - Derrota para os USA Estados Unidos, 0-7
  - Empate com as AHO Antilhas Neerlandesas, 0-0
- Classificação 5º-8º lugar
  - Vitória sobre o BRA Brasil, 7-0
- Disputa pelo 5º lugar
  - Derrota para o CAN Canadá, 2-3 → 6º lugar

Masculino
- Fase de grupos
  - Derrota para TRI Trinidad e Tobago, 1-2
  - Derrota para a ARG Argentina, 0-4
  - Vitória sobre o BRA Brasil, 9-0
- Classificação 5º-8º lugar
  - Vitória sobre os USA Estados Unidos, 4-1
- Disputa pelo 5º lugar
  - Vitória sobre as AHO Antilhas Neerlandesas, 3-1 → 5º lugar

### Polo aquático
Feminino
- Fase de grupos
  - Vitória sobre PUR Porto Rico, 13-12
  - Derrota para os USA Estados Unidos, 6-14
  - Derrota para a VEN Venezuela, 8-9
  - Empate com o CAN Canadá, 7-7
  - Derrota para o BRA Brasil, 5-10
- Semifinal
  - Derrota para os USA Estados Unidos, 3-16
- Terceiro lugar
  - Vitória sobre o BRA Brasil, 6-5 →  Bronze

Masculino
- Fase de grupos
  - Derrota para o CAN Canadá, 12-15
  - Vitória sobre a ARG Argentina, 14-6
  - Vitória sobre a COL Colômbia, 14-6
- Semifinal
  - Derrota para os USA Estados Unidos, 4-15
- Terceiro lugar
  - Derrota para o CAN Canadá, 5-9 → 4º lugar

### Softbol
Feminino
- Fase de grupos
  - Vitória sobre o BRA Brasil, 1-0
  - Vitória sobre a COL Colômbia, 10-1
  - Derrota para os USA Estados Unidos, 0-10
- Semifinal 2
  - Derrota para a VEN Venezuela, 1-2 → 4º lugar

### Voleibol
Feminino
- Fase de grupos
  - Vitória sobre PUR Porto Rico, 3-1 (25-18, 25-17, 24-26, 25-23)
  - Vitória sobre a CRC Costa Rica, 3-0 (25-17, 25-12, 27-25)
  - Vitória sobre os USA Estados Unidos, 3-0 (25-16, 25-23, 25-15)

- Semifinal
  - Vitória sobre o PER Peru, 3-0 (25-14, 25-23, 25-22)
- Final
  - Vitória sobre o BRA Brasil, 3-2 (25-27, 25-22, 22-25, 34-32 e 17-15) →  Ouro

Masculino
- Fase de grupos
  - Vitória sobre o MEX México, 3-0 (25-20, 25-18, 25-20)
  - Derrota para o BRA Brasil, 0-3 (23-25, 20-25, 20-25)
  - Vitória sobre o CAN Canadá, 3-0 (25-19, 25-17, 25-22)

- Semifinal
  - Derrota para os USA Estados Unidos, 1-3 (23-25, 17-25, 26-24, 23-25)
- Terceiro lugar
  - Vitória sobre a VEN Venezuela, 3-2 (25-16, 23-25, 27-25, 17-25 e 18-16) →  Bronze